# ロンドン・シティ空港駅
ロンドン・シティ空港駅（London City Airport station）は、ロンドン、ニューアム・ロンドン特別区にあるドックランズ・ライト・レイルウェイの鉄道駅である。当駅はロンドン・シティ空港のアクセス駅となっている。開業は2005年12月2日。当駅はキング・ジョージV支線上にある。列車は西方面はシティ・オブ・ロンドンにあるバンク駅へ、東方面はウーリッジ・アーセナル駅まで走行する。トラベラルゾーンは3である。

## 位置
2005年12月より前、ドックランズ・ライト・レイルウェイの列車はカニング・タウン駅、そして南東にあるロイヤル・ヴィクトリア駅方面へ走行し続けることが可能だった。2005年12月、キング・ジョージV支線が開通し現在列車は南へ走行できる:路線はロウ・リー・クロッシングの下を交差してシルヴァー・ウェイ沿いに走行してノース・ウーリッジ・ロード（A1020）に接続する。列車はウェスト・シルヴァータウン駅とポントゥーン・ドック駅を通る。ポントゥーン・ドック駅から約400m地点東に走行すると北東方面に進路を変えて、コノート・ロードを交差してロンドン・シティ空港の西側にある当駅に着く。

## 運行頻度と所要時間

### 西方向
約毎10分間隔でシティ・オブ・ロンドンにあるバンク駅方面行きの列車が来る。所要時間はベックトン支線とジュビリー線への乗換駅であるカニング・タウン駅まで7分、ストラトフォードまたはルイシャム支線への乗換駅であるポプラ駅まで12分、シティ・オブ・ロンドンにあるバンク駅まで22分かかる。

### 東方向
約毎10分間隔でウーリッジ・アーセナル駅方面行きの列車が来る。所要時間は終点のウーリッジ・アーセナルまで6分。ドックランズ・ライト・レイルウェイの東方面に走行する列車には二つのターミナルがあり、もう一つのターミナルはベックトン駅である。

### ピーク時
ピーク時はシャトルをカニング・タウン、ウーリッジ・アーセナル間で運行し10分間で結ぶ。運行は5分間隔である。

## 以前にあった建物
当駅が建つ前にあったドゥリュー・プライマリー学校（Drew Primary school）は100年以上前からある3階建ての屋根と教室から成り立つ学校だった。新しいドゥリュー・プライマリー学校はパーカー・ストリート（Parker street）とWythes roadの間に見つけることが出来る（どちらとも南北に走る道路）。

## 周辺にある施設等
- ロンドン・シティ空港
- ドゥリュー・プライマリー学校
- キング・ジョージVドック

## 隣の駅
ロンドン交通局
■ドックランズ・ライト・レイルウェイ
ポントゥーン・ドック駅（バンク駅またはタワー・ゲートウェイ駅方面） - ロンドン・シティ空港駅 - キング・ジョージV駅（ウーリッジ・アーセナル駅方面）

## ギャラリー

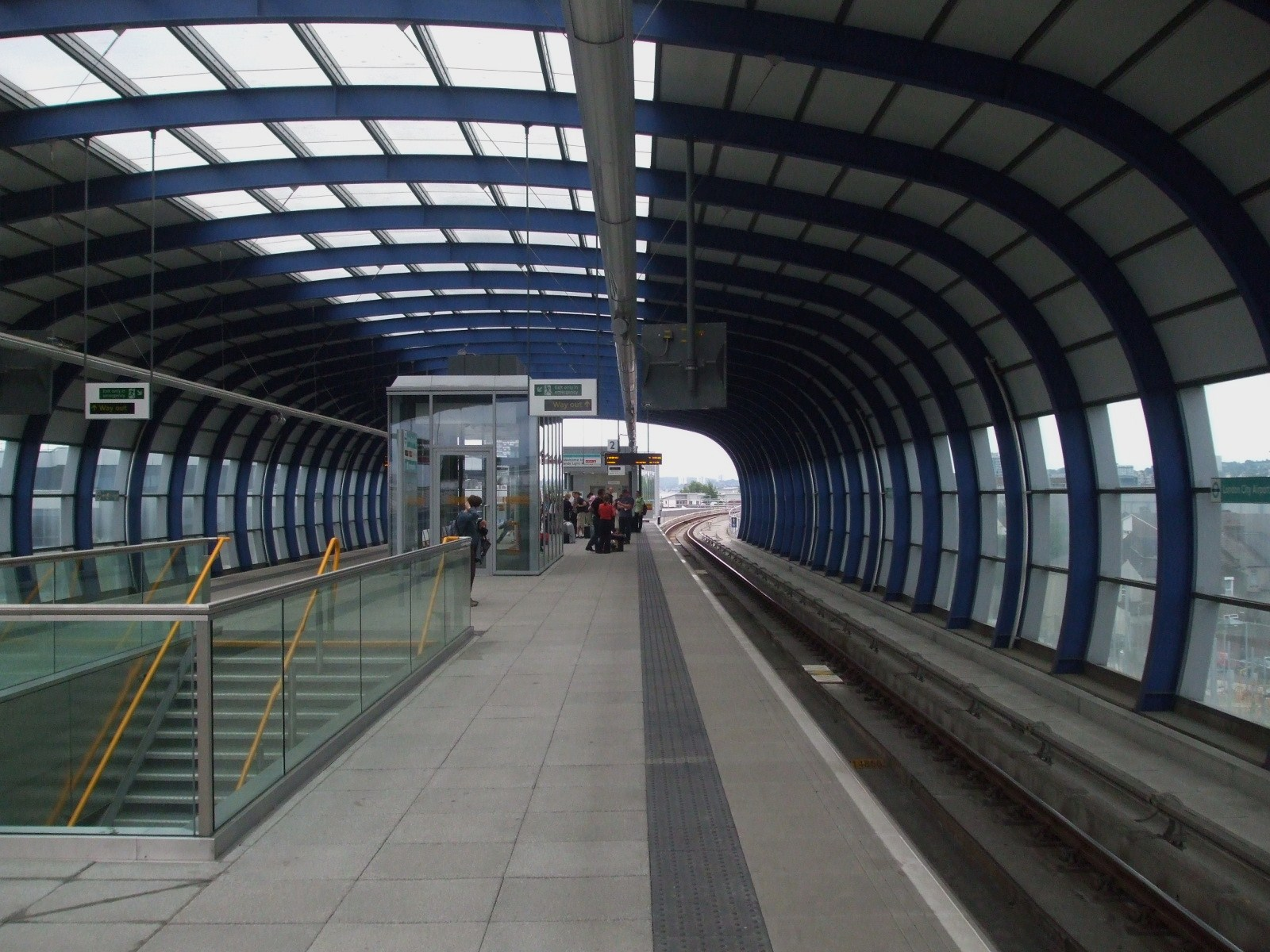
プラットホームの東を見る
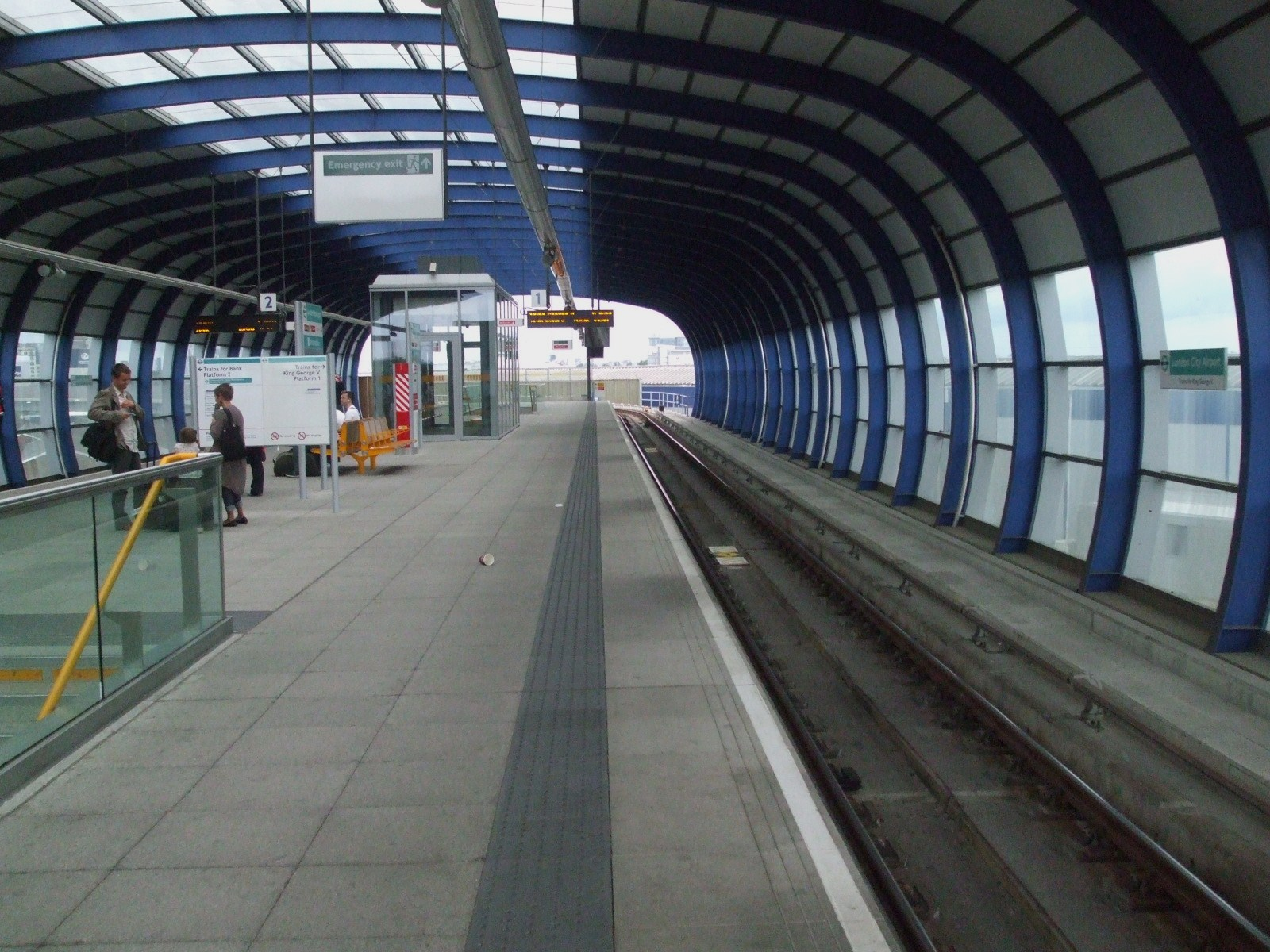
プラットホームの西を見る
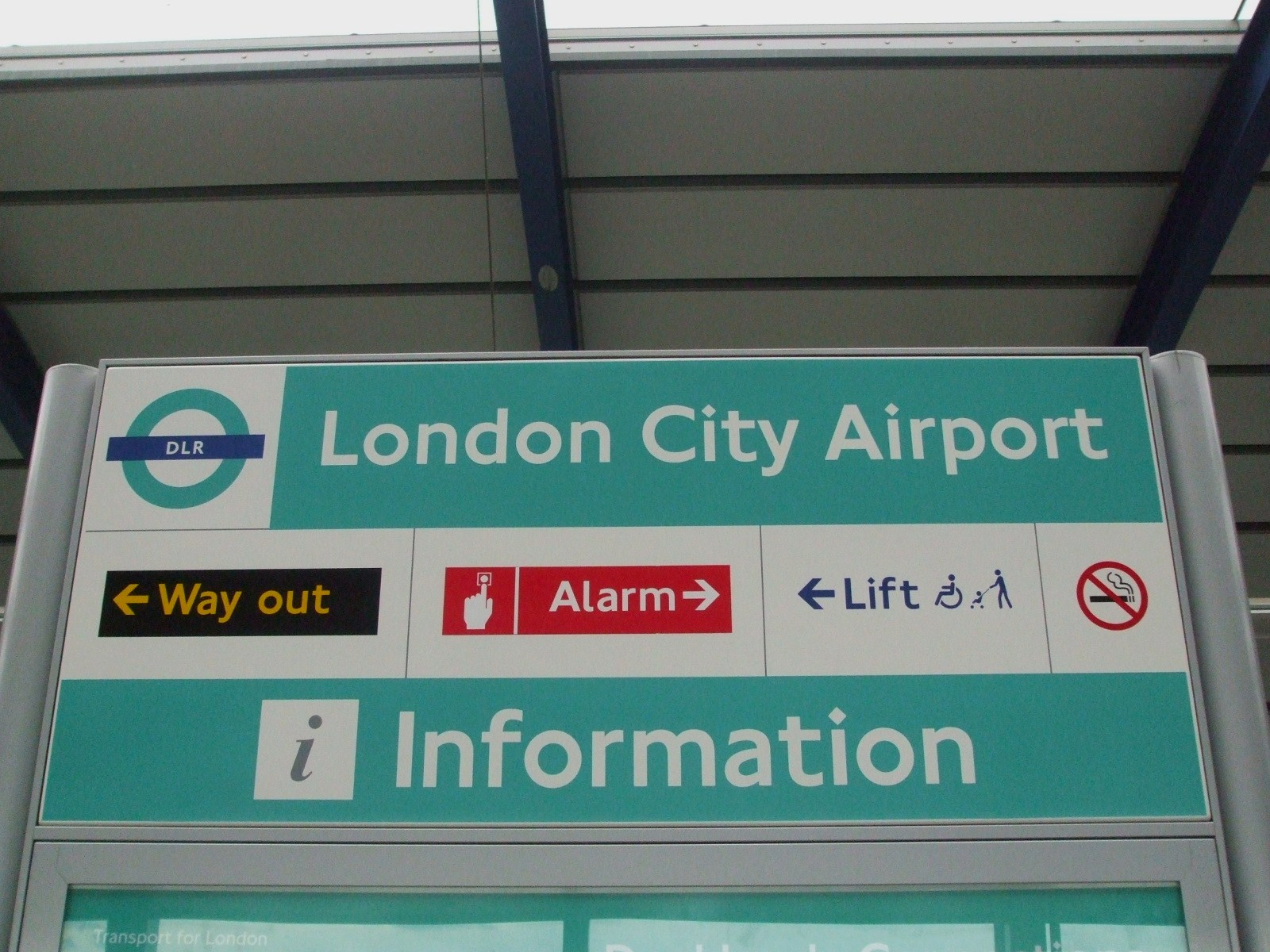
駅標識
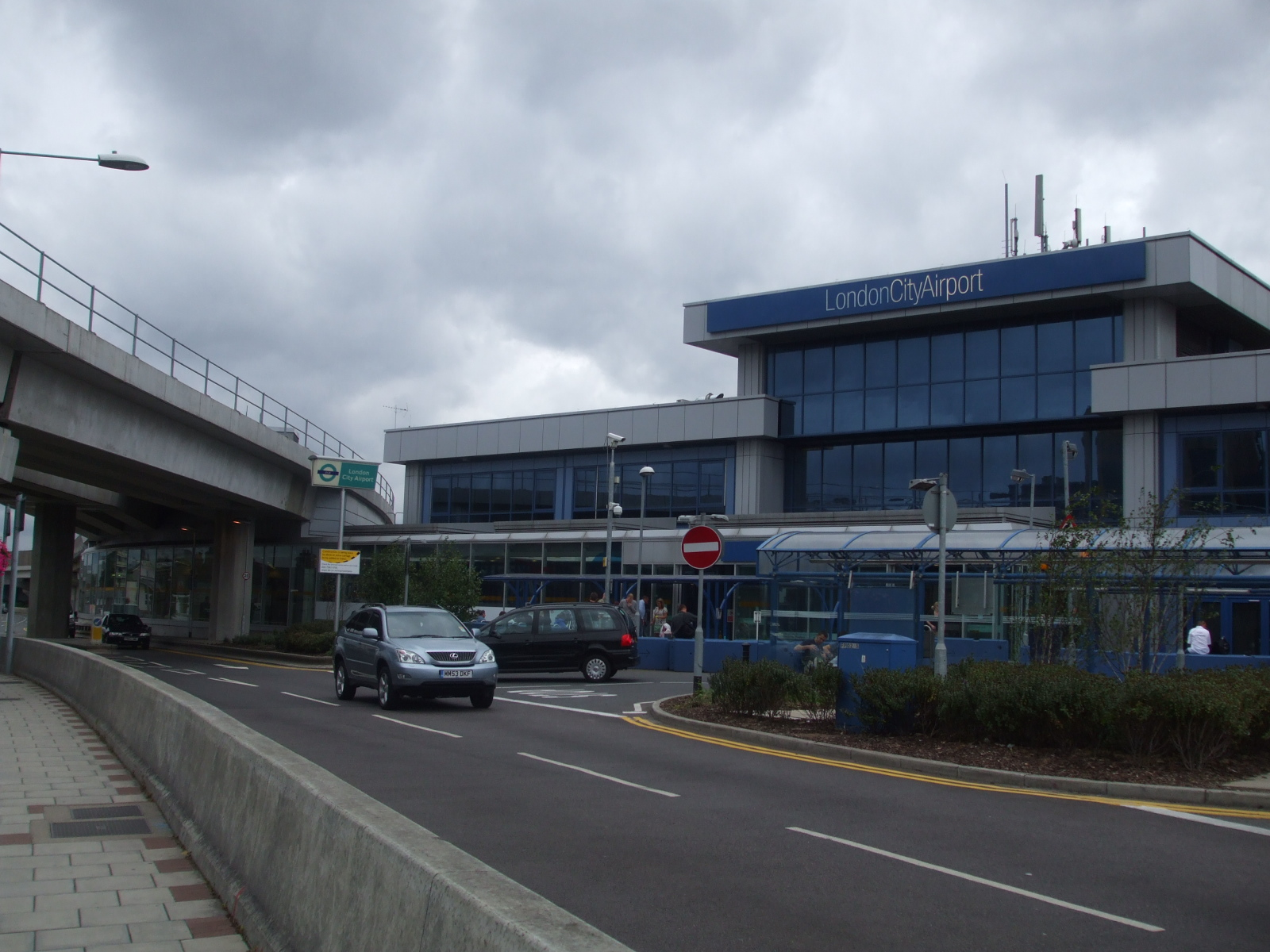
空港と駅への主な入口 (DLRの標識は高架橋の近くにある)
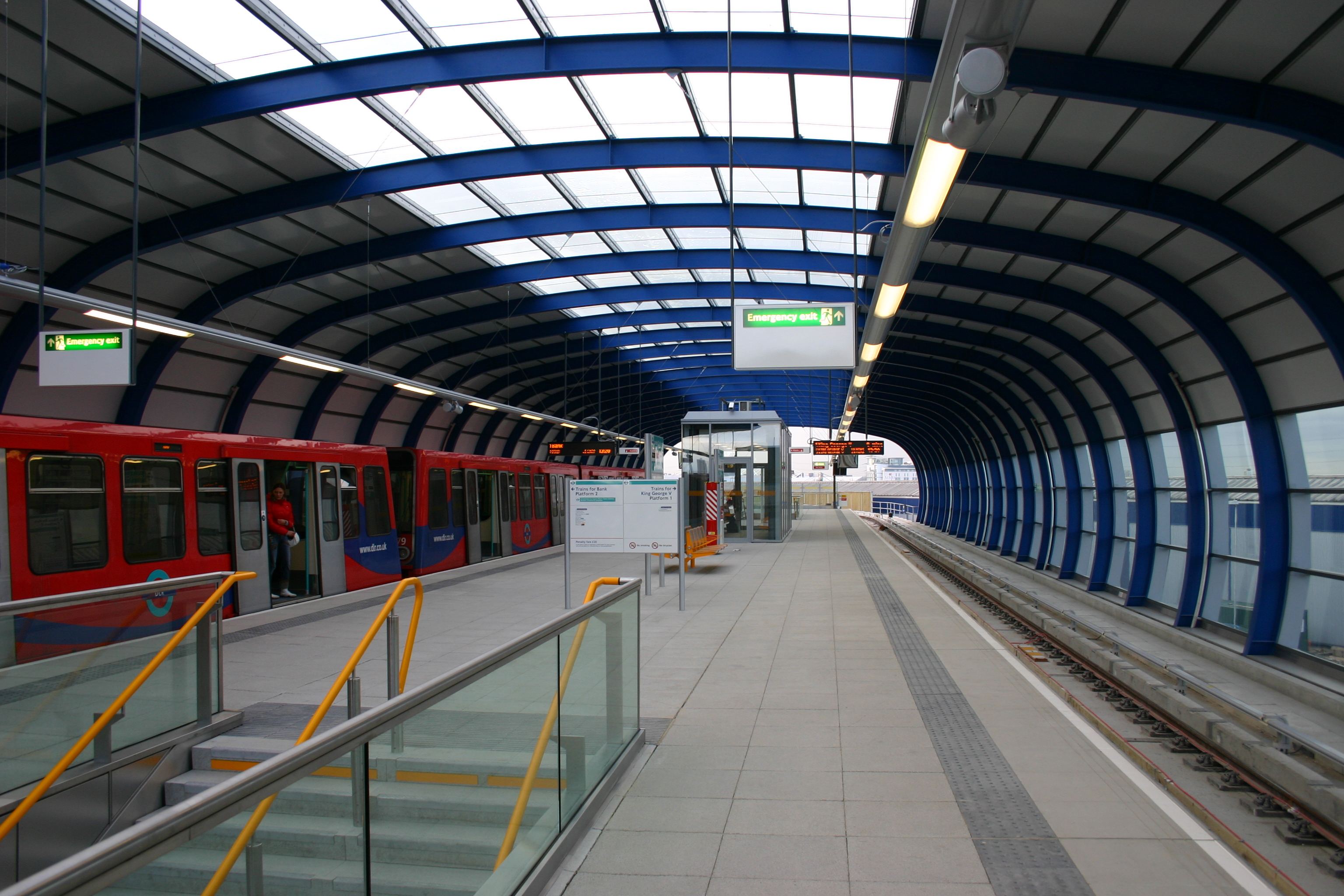
西方面へ行く列車
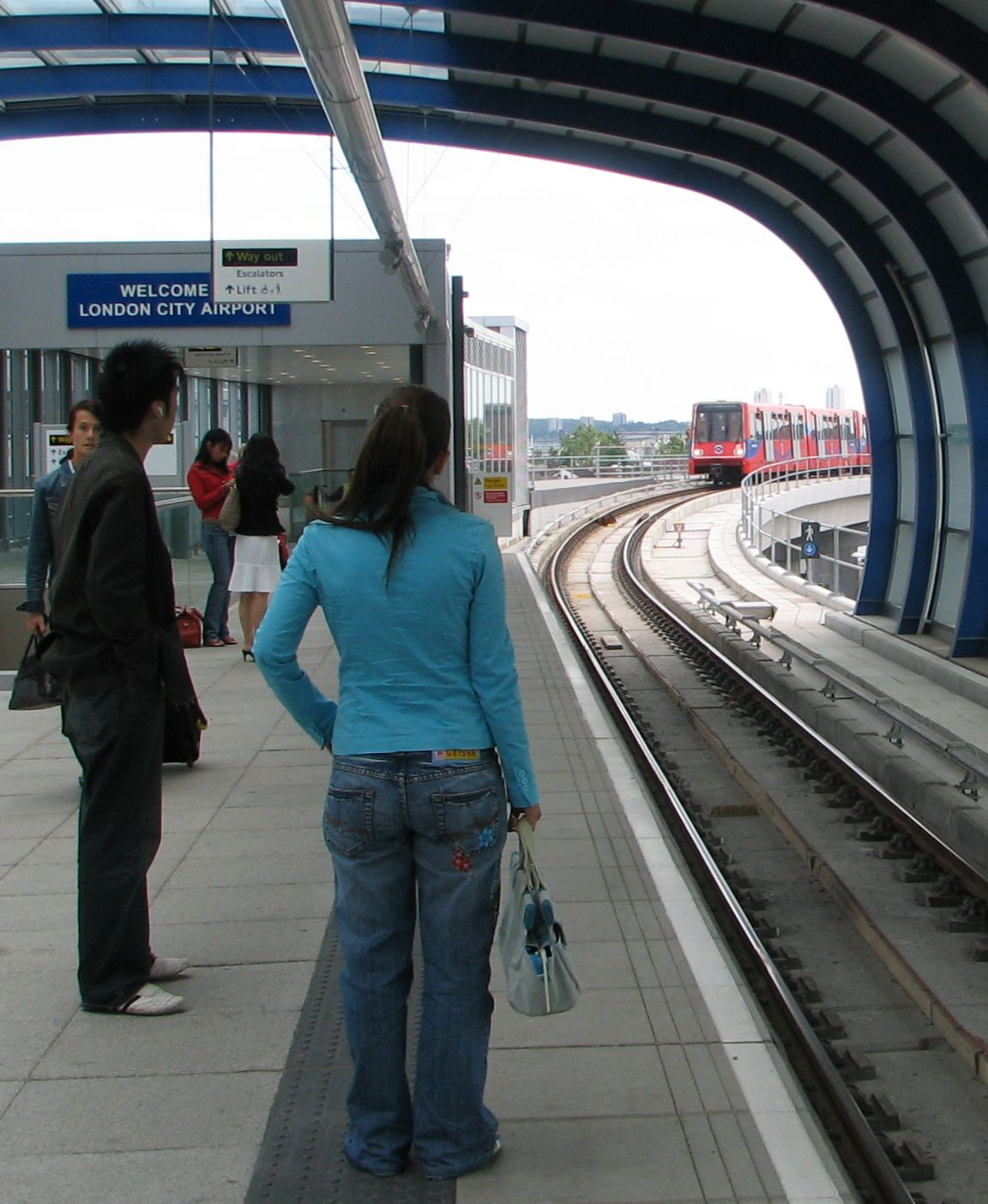
西方面から駅に接近する列車